# Nueve cartas a Berta
Nueve cartas a Berta és la primera pel·lícula de Basilio Martín Patino i s'adscriu en el que es va denominar «Nou cinema espanyol», moviment renovador que al final no va tenir la continuïtat merescuda. El film s'obre amb una cita que pren el director dels versos del poeta Antonio Machado: «Esta es la historia de un español que quiere vivir, y a vivir empieza». La pel·lícula va obtenir la Conquilla de Plata al Festival Internacional de Cinema de Sant Sebastià.

## Argument
Lorenzo (Emilio Gutiérrez Caba) acaba de tornar d'Anglaterra, on s'ha enamorat de Berta, una noia filla de pares exiliats que mai ha vist Espanya. Lorenzo intenta, a través d'unes belles cartes, que ella entengui com és el món en el qual un dia van viure els seus pares.

## Comentaris
Va ser rodada a les localitats de Salamanca de Morille, Arapiles i Valero, a més d'en la pròpia ciutat de Salamanca.

## Premis
Medalles del Cercle d'Escriptors Cinematogràfics
| Categoria             | Nominats              | Resultat  |
| --------------------- | --------------------- | --------- |
| Millor guió           | Basilio Martín Patino | Guanyador |
| Premi Antonio Barbero | Emilio Gutiérrez Caba | Guanyador |